# Bacanius comorensis
Bacanius comorensis är en skalbaggsart som beskrevs av Yves Gomy 1978. Bacanius comorensis ingår i släktet Bacanius och familjen stumpbaggar. Inga underarter finns listade i Catalogue of Life.